# Sanne Wevers
Sanne Wevers   (Ljouwert, 17 de setembre de 1991) és una gimnasta artística neerlandesa. Competeix internacionalment com a sènior des del 2007, principalment com a especialista en barra d'equilibri i barres asimètriques. Wevers és la campiona olímpica del 2016 i d'Europa del 2018 en barra d'equilibri i va ser la primera gimnasta holandesa femenina a convertir-se en campiona olímpica individual. També és la medalla de plata mundial del 2015 en barra d'equilibri i la medalla de bronze europea del 2015 en barres asimètriques.

## Inicis i formació
Wevers va néixer el 17 de setembre de 1991 a Leeuwarden. És sis minuts més gran que la seva germana bessona, Lieke. Totes dues són membres de l'equip nacional de gimnàstica holandès i eren entrenades pel seu pare, Vincent Wevers, fins que va ser suspès després de denuncies d'abús físic i mental el 2020.
El 1992, Wevers i la seva família es van traslladar a Oldenzaal. Quan tenia 12 anys, ella i la seva germana van començar a entrenar amb el seu pare en un club local de Dronrijp. Més tard, la família es va traslladar a Twente i les bessones van començar a entrenar a Topturnen Oost-Nederland. El 2013, Vincent Wevers va tenir una disputa amb la direcció de la instal·lació i va ser acomiadat. En última instància, les bessones es van traslladar amb el seu pare a Heerenveen per entrenar, mentre la seva mare es va quedar a Oldenzaal.

## Carrera sènior
Wevers va debutar internacionalment el 2007 a la Copa del Món de Gant, on es va classificar setena en barres asimètriques. També es va classificar vuitena al balanç del Gran Premi de Glasgow. Va competir en barres, barra d'equilibri i terra al Campionat d'Europa del 2007, però no es va classificar per a cap final d'aparells.
Wevers va començar la temporada olímpica del 2008 al Campionat d'Europa. Va marcar 14.975 a la barra, contribuint al vuitè lloc dels Països Baixos a la final per equips. Va acabar vuitena a la barra a la Copa del Món Cottbus, i va guanyar la plata a la barra a la Copa del Món de Maribor Al Mundial de Tianjin, va acabar setena en barra d'equilibri.
En el campionat nacional neerlandès, Wevers va acabar segona en el global, cinquena en barres asimètriques i segona en barra i terra. Els Països Baixos només podien enviar una gimnasta als Jocs Olímpics d'estiu del 2008 i va ser escollida Suzanne Harmes en lloc de Wevers.
Al Gran Premi de Glasgow, Wevers es va classificar setena a terra i va guanyar l'or tant en barres asimètriques com en barra d'equilibri. Va acabar el 2008 amb una sisena posició en asimètriques i quarta a la barra d'equilibri a la Copa DTB de Stuttgart.
Wevers va situar-se en quart lloc en el Mundial de Moscou de 2009, però va patir una lesió al colze i no va competir la resta de l'any. El 2010, va competir al Campionat d'Europa del 2010 i va contribuir amb un 13,025 en la barra en el setè lloc neerlandès. Va ser seleccionada per competir al Campionat del Món de 2010, on els Països Baixos van acabar novens en classificacions, a un lloc de la final per equips. Durant els Campionats del Món, Wevers va realitzar amb èxit un nou element artístic, un doble gir complet amb la cama lliure en horitzontal, i l'habilitat va rebre el seu nom.
Poc després del Campionat del Món va ser operada de l'espatlla i, posteriorment, va patir una lesió al peu que la va mantenir fora de competició per als Jocs Olímpics d'estiu del 2012. Wevers va tornar a la competició a la Copa del Món d'Ostrava el 2012, on va guanyar la plata a la barra d'equilibri.

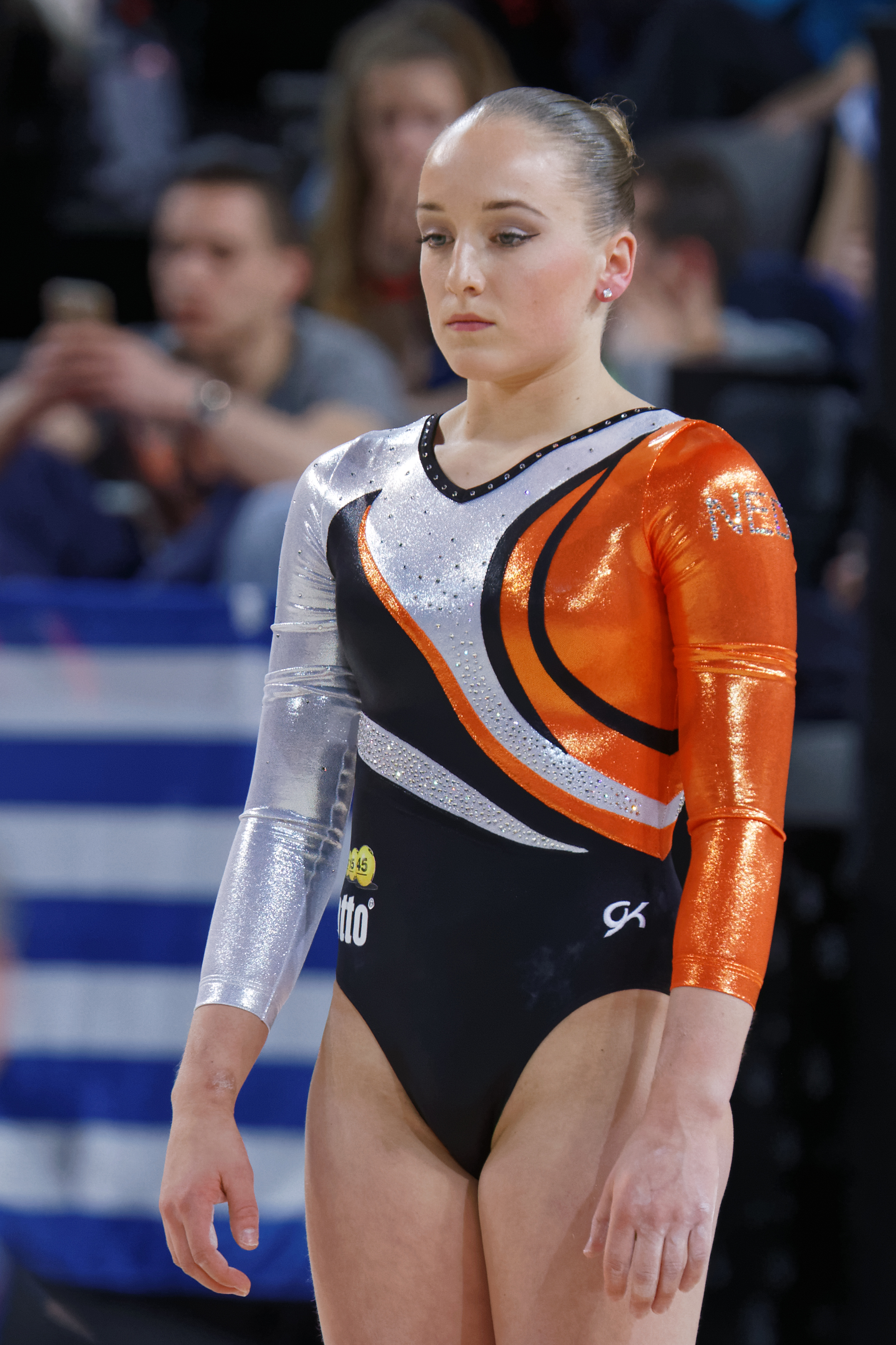
Wevers al Campionat d'Europa de 2015

El 2013, Wevers va guanyar l'or en la barra d'equilibri a la Copa del Món d'Osijek i va ser inclosa a l'equip neerlandès per al Campionat del Món de 2013. Al campionat disputat a Anvers, va caure en el barra en les qualificacions i no va passar a la final.
El juny de 2014, va competir als nacionals neerlandesos, guanyant l'or a la barra i la plata a les barres asimètriques, i posant-se novena al global. Després va competir al Campionat d'Europa del 2014, on l'equip neerlandès va acabar novè. Al Campionat del Món de 2014, els Països Baixos van acabar desens, classificant-se com equip complet per al Campionat del Món de 2015.
El 2015, Wevers va competir a la Copa del Món de Ljubljana a l'abril, on una caiguda de la barra d'equilibri la va situar en el quart lloc. Al Campionat d'Europa, es va classificar a les finals de barres asimètriques i de barra d'equilibris. Va guanyar un bronze en barres, però va caure sobre una de les seves voltes a la barra i va acabar la rutina per sobre dels 90 segons assignats. Va acabar vuitena.
Al Campionat Mundial de Gimnàstica Artística del 2015, Wevers va ajudar els Països Baixos a acabar vuitens en la competició per equips. Individualment, va guanyar la medalla de plata en barra d'equilibri. Wevers va calcular la seva pròpia puntuació de dificultat en un quadern immediatament després d'acabar la seva rutina i, quan era incompatible amb la puntuació dels jutges, el seu entrenador va presentar una investigació en nom seu, que va ser acceptada.

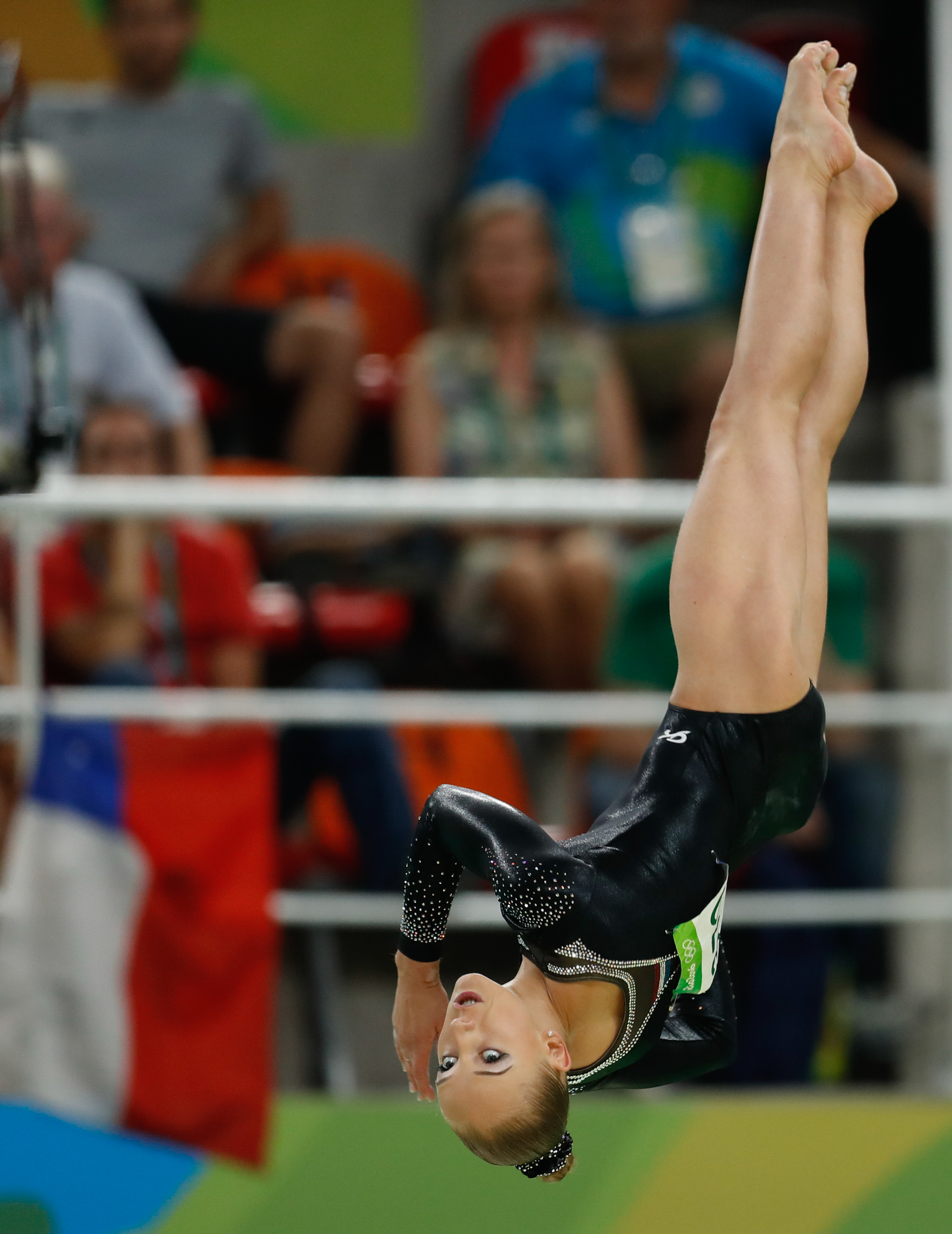
Wevers competint a la barra d'equilibri als Jocs Olímpics de 2016.

El 2016, Wevers va millorar la puntuació de dificultat de la seva rutina de barra en set dècimes i va guanyar l'or a la prova olímpica. Després es va convertir en la campiona nacional neerlandesa de barra amb una puntuació de 15.650.
Al juliol, Wevers va ser nomenada a l'equip neerlandès per als Jocs Olímpics d'estiu del 2016, i la seva germana Lieke també va formar l'equip. A les qualificacions del 7 d'agost, Wevers va marcar 14.408 en barres asimètriques i 15.066 en barra d'equilibri, passant a la final en quart lloc. El 15 d'agost, va guanyar la medalla d'or a la final de la barra d'equilibri amb una puntuació de 15,466, superant a les nord-americanes Laurie Hernandez i Simone Biles, que van guanyar plata i bronze. Aquesta va ser la primera vegada que una neerlandesa va guanyar una medalla individual en gimnàstica artística, la segona vegada que una neerlandesa guanyava una medalla en gimnàstica artística després que l'equip neerlandès guanyés l'or en els seus Jocs Olímpics disputats a Amsterdam el 1928, i la segona vegada que un gimnasta neerlandès guanyava una medalla individual, després de la victòria d'Epke Zonderland a la barra fixa als Jocs Olímpics d'estiu del 2012. Wevers va ser seleccionada per ser l'abanderada del país en la cerimònia de cloenda.
Després dels Jocs Olímpics, Wevers va tornar a la competició el febrer de 2017 a la Copa Mundial de Melbourne. Va acabar segona en barra d'equilibri per darrere de la gimnasta xinesa Liu Tingting. Va ser escollida per representar els Països Baixos al Campionat Europeu de Cluj al costat d'Eythora Thorsdottir, Tisha Volleman i Kristen Polderman. Wevers es va classificar per a la final de barra d'equilibri i va acabar en cinquè lloc.
Wevers va competir al Campionat del Món de 2017, però no es va classificar per a la final de barra perquè no va incloure un element acrobàtic cap enrere a la seva rutina, una deducció automàtica de 0,5 punts de la seva puntuació.
Wevers va competir als campionats holandesos de gimnàstica artística de 2018, on es va classificar primer en barra d'equilibri i cinquena en barres asimètriques. Els dies 7 i 8 de juliol va competir a l'Heerenveen Friendly, on es va classificar primera en barra d'equilibri, segona en la final per equips i quarta en barres asimètriques. Va ser seleccionada per competir al Campionat d'Europa de Glasgow al costat de Tisha Volleman i les companyes olímpiques de 2016 Vera Van Pol, Eythora Thorsdottir (substituïda per Naomi Visser per lesió) i Celine Van Gerner. Wevers va competir en barres asimètriques i barra d'equilibri a la qualificació, ajudant l'equip holandès a classificar-se per a la final de l'equip i classificant-se individualment a la barra d'equilibri. A les finals per equips, va tornar a competir tant en asimètriques com en barra d'equilibri. Va millorar les seves puntuacions de les qualificacions, rebent la puntuació més alta del dia a la barra, un 13,7. Les seves puntuacions van ajudar l'equip holandès a aconseguir una medalla de bronze. En la final de la prova, es va classificar per primera vegada en barra d'equilibri, guanyant la seva primera medalla d'or en els Campionats d'Europa.
Més tard, Wevers va ser nomenada membre de l'equip per competir al Campionat del Món de Doha, Qatar, al costat de Vera van Pol, Kirsten Polderman, Naomi Visser, Tisha Volleman, amb Sanna Veerman com a suplent. Durant els Campionats Mundials de Gimnàstica Artística de 2018, Wevers es va classificar a la final del barra en quart lloc, però va caure de la seva sèrie acrobàtica a la final i va acabar setena.
Al febrer de 2019, Wevers va anunciar que passaria la major part de l'any recuperant-se de lesions a les cames i als malucs i que probablement es perdria el Campionat d'Europa de 2019 a Szczecin, Polònia, però esperava recuperar-se a temps per al Campionat del Món de 2019.
Wevers la va fer tornar a la competició al Segon Amistós Heerenveen al setembre, on va ajudar els Països Baixos a ocupar el primer lloc. Individualment va registrar la tercera puntuació més alta de la barra d'equilibri per darrere de Suïssa Giulia Steingruber i la seva compatriota Naomi Visser.
Wevers va competir al Campionat Mundial de 2019 al costat d'Eythora Thorsdottir, Lieke Wevers, Tisha Volleman i Naomi Visser. Es van classificar a la final per equips en el sisè lloc i, en conseqüència, van classificar-se com equip als Jocs Olímpics del 2020 (ajornat posteriorment al 2021) a Tòquio. Durant la final de l'equip, Wevers va aportar puntuacions en barres asimètriques i barra d'equilibri al vuitè lloc holandès.
Wevers va competir al Campionat Europeu de Gimnàstica Artística 2021 a Basilea, on es va classificar per a la final de barra en segon lloc per darrere de Larisa Iordache. Wevers va fer una rutina neta i va acabar segona darrere de Mélanie de Jesus dos Santos. El 28 de juny de 2021 es va anunciar que Wevers havia estat nomenada a l'equip olímpic neerlandès per als Jocs Olímpics d'Estiu de 2020. A la ronda de classificació, l'equip va acabar onzè i no es va classificar per a la final per equips. Individualment, Wevers va tenir una puntuació de 13,866 a la barra d'equilibri i va ser la tercera reserva per a la final de la barra d'equilibri.
El 2022, Wevers va abandonar l'equip nacional neerlandès a causa d'una disputa amb la seva companya d'equip Vera van Pol.
Wevers va tornar a l'equip nacional i va competir al Campionat d'Europa de 2023 on va ajudar els Països Baixos a guanyar la medalla de bronze per equips. Individualment, Wevers va guanyar l'or a la barra d'equilibri.
Al Campionat del món de 2023 va ajudar els Països Baixos a acabar setens com equip, assegurant-se la plaça com equip complet als Jocs Olímpics. Individualment Wevers era inicialment la primera reserva per a la final de la barra d'equilibri, però va entrar com substituta quan Jessica Gadirova es va retirar a causa d'una lesió. Finalment va acabar quarta.
Wevers va competir a la Copa del Món d'Antalya al març, on va quedar quarta a la barra d'equilibri. Al juliol Wevers va ser seleccionat per representar a Països Baixos als Jocs Olímpics d'estiu de 2024 per tercera vegada al costat de la seva germana bessona Lieke, Vera van Pol, Naomi Visser i Sanna Veerman.

## Habilitats epònimes
| Aparell           | Nom    | Descripció                        | Dificultat | Notes                                                                                       |
| ----------------- | ------ | --------------------------------- | ---------- | ------------------------------------------------------------------------------------------- |
| Barra d'equilibri | Wevers | Doble gir amb cama en horitzontal | E          | Sovint s'anomena doble gir L; afegit al Codi de Punts després del Campionat Mundial de 2010 |

Wevers ha estat treballant en 2½ voltes amb la cama en horitzontal a la barra. Està a l'espera de la finalització amb èxit de la competició quan probablement l'habilitat s'anomenaria Wevers 2 en barra i se li assignaria potencialment una puntuació D de F.

## Història competitiva

### Júnior
| Any                | Esdeveniment | Equip | AA | VT | UB | BB | FX |
| ------------------ | ------------ | ----- | -- | -- | -- | -- | -- |
| 2004               |              |       |    |    |    |    |    |
| Campionat d'Europa | 6            |       |    |    |    |    |    |

### Senior

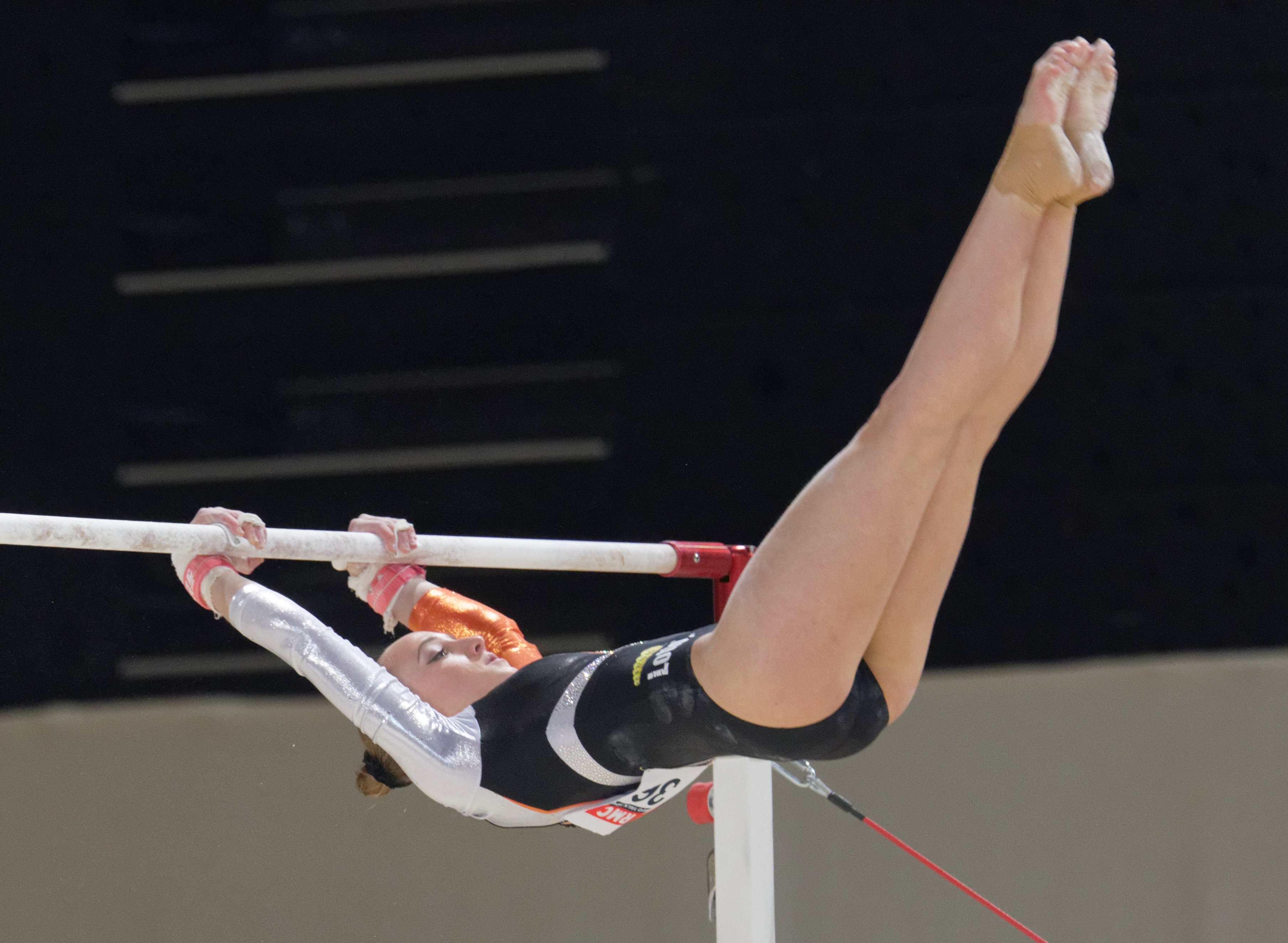
Wevers a les barres asimètriques al Campionat d'Europa de 2015.

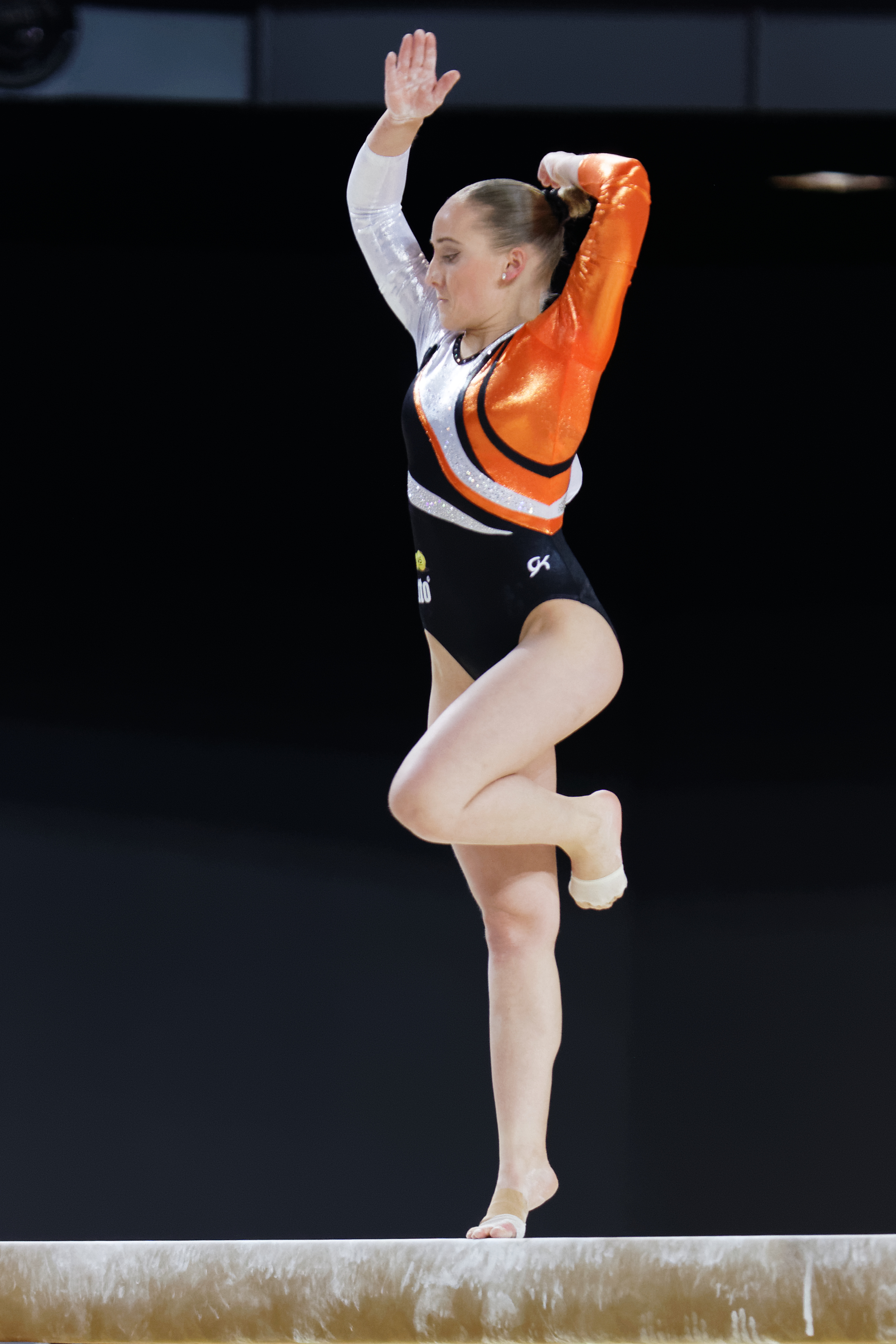
Wevers a la barra d'equilibri al Campionat d'Europa de 2015.

| Any                       | Esdeveniment                              | Equip | AA | VT | UB | BB | FX |
| ------------------------- | ----------------------------------------- | ----- | -- | -- | -- | -- | -- |
| 2007                      | Copa del món de Ghent                     |       |    |    | 7  |    |    |
| 2007                      | Glasgow Grand Prix                        |       |    |    |    | 8  |    |
| 2007                      | Mundial                                   | 17    |    |    |    |    |    |
| 2008                      |                                           |       |    |    |    |    |    |
| Campionat d'Europa        | 8                                         |       |    |    |    |    |    |
| Copa del món de Cottbus   |                                           |       |    |    | 8  |    |    |
| Copa del món de Maribor   |                                           |       |    |    | 2  |    |    |
| Copa del món de Tianjin   |                                           |       |    |    | 7  |    |    |
| Campionat Nacional        |                                           | 2     |    | 5  | 2  | 2  |    |
| Copa del món de Glasgow   |                                           |       |    | 1  | 1  | 7  |    |
| Copa del món de Stuttgart |                                           |       |    | 6  | 4  |    |    |
| 2009                      | Copa del món de Glasgow                   |       |    |    |    | 1  |    |
| 2009                      | Copa del món de Moscou                    |       |    |    | 4  | 1  |    |
| 2010                      |                                           |       |    |    |    |    |    |
| Campionat d'Europa        | 7                                         |       |    |    |    |    |    |
| Mundial                   | 9                                         |       |    |    |    |    |    |
| 2012                      | Copa del món d'Ostrava                    |       |    |    |    | 2  |    |
| 2013                      | Turnen Dames Interland                    |       |    |    | 4  | 3  |    |
| 2013                      | Copa del món d'Osijek                     |       |    |    |    | 1  |    |
| 2014                      |                                           |       |    |    |    |    |    |
| Campionat d'Europa        | R1                                        |       |    |    |    |    |    |
| Campionat Nacional        |                                           | 9     |    | 2  | 1  |    |    |
| Mundial                   | 10                                        |       |    |    |    |    |    |
| 2015                      | Copa del món de Ljubljana                 |       |    |    |    | 4  |    |
| 2015                      | Campionat d'Europa                        |       |    |    | 3  | 8  |    |
| 2015                      | Campionat Nacional                        |       |    |    | 1  | 1  |    |
| 2015                      | Mundial                                   | 8     |    |    |    | 2  |    |
| 2016                      | Copa del món de Cottbus                   |       |    |    | 8  | 3  |    |
| 2016                      | Olympic Test                              |       |    |    |    | 1  |    |
| 2016                      | IAG SportEvent                            |       |    |    |    | 1  |    |
| 2016                      | Campionat Nacional                        |       |    |    |    | 1  |    |
| 2016                      | Classificació Olímpica dels Països Baixos |       |    |    | 17 | 1  |    |
| 2016                      | Jocs Olímpics                             | 7     |    |    |    | 1  |    |
| 2017                      | Copa del món de Melbourne                 |       |    |    |    | 2  |    |
| 2017                      | Campionat d'Europa                        |       |    |    |    | 5  |    |
| 2017                      | Dutch Invitational                        |       |    |    |    | 6  |    |
| 2017                      | Paris Challenge Cup                       |       |    |    |    | 5  |    |
| 2017                      | Copa del món de Cottbus                   |       |    |    | 4  | 5  |    |
| 2017                      | Toyota International                      |       |    |    | 5  | 1  |    |
| 2018                      | Campionat neerlandès                      |       |    |    | 5  | 1  |    |
| 2018                      | Heerenveen Friendly                       | 2     |    |    | 4  | 1  |    |
| 2018                      | Campionat d'Europa                        | 3     |    |    |    | 1  |    |
| 2018                      | Mundial                                   | 10    |    |    |    | 7  |    |
| 2019                      | 2n Heerenveen Friendly                    | 1     |    |    |    |    |    |
| 2019                      | Mundial                                   | 8     |    |    |    |    |    |
| 2021                      | Heerenveen Friendly                       |       |    |    |    | 2  |    |
| 2021                      | Campionat d'Europa                        |       |    |    |    | 2  |    |
| 2021                      | Jocs Olímpics                             | 11    |    |    |    | R3 |    |
| 2023                      |                                           |       |    |    |    |    |    |
| Campionat d'Europa        | 3                                         |       |    |    | 1  |    |    |
| Mundial                   | 7                                         |       |    |    | 4  |    |    |
| 2024                      | Copa del món d'Antalya                    |       |    |    |    | 4  |    |